# Zosterops mayottensis
El anteojitos de la Mayotte (Zosterops mayottensis) es una especie de ave dentro de la familia Zosteropidae. Se encuentra solamente en Mayotte, en las Islas Comoro. Son habitantes naturales de los bosques secos, las tierras bajas y húmedas tropicales o subtropicales y los manglares. La subespecie semiflava (anteojitos de Seychelles) habitaba antes en Marianne y tal vez otras islas dentro de Seychelles, pero está ahora extinta. Algunos especialistas las consideran especies separadas.